# Kasteel van Villeneuve-Lembron
Het Kasteel van Villeneuve-Lembron (Frans: Château de Villeneuve-Lembron) is een kasteel in de Franse gemeente Villeneuve. Het kasteel is een beschermd historisch monument sinds 1926.